# Трогон цитриновий
Трогон цитриновий (Trogon citreolus) — вид птахів родини трогонових (Trogonidae).

## Поширення
Ендемік Мексики. Поширений вздовж тихоокеанського узбережжя на заході країни. Його природні місця проживання — це посушливі або напівпосушливі лісові масиви, низькі прибережні джунглі, колючі зарості, терновий ліс, мангрові зарості та плантації.

## Підвиди
- Trogon citreolus citreolus Gould, 1835 — від Сіналоа до Оахаки.
- Trogon citreolus sumichrasti Brodkorb, 1942 — поширений в Оахаці та Чіапасі.